# Alexandra Lacrabère
Alexandra Lacrabère soprannominata Crabouille (Pau, 27 aprile 1987) è una pallamanista francese, di ruolo terzino destro o mediano centrale, con la particolarità di indossare generalmente il numero 64, codice dei Pirenei atlantici, suo dipartimento di origine. Con la nazionale francese, dal 2006 al 2021, ha vinto in particolare i tre maggiori concorsi: Mondiali nel 2017, Europei nel 2018 e Giochi Olimpici nel 2021. Nei club, gioca per il Chambray Touraine dal 2021.

## Biografia
Alexandra Lacrabère ha iniziato a giocare a pallamano all'età di otto anni, continuando poi, all'età di 14 anni, gli studi sportivi a Talence. Durante un'intervista concessa alla rivista Hand Action nel mese di novembre 2011, ha fatto coming out, rivelando di essere omosessuale.

## Carriera

### Club
A 18 anni ha esordito al CA Béglais, dove ha trascorso due stagioni. È passata al Saint-Sébastien e poi al Tolosa, ogni volta per una stagione, tornando al suo ruolo di terzino. Nel 2010 è entrata a far parte di Arvor 29. Campione di Francia 2012, il club di Arvor 29 è tuttavia retrocesso in divisione 2 per motivi finanziari. È poi entrata a far parte del club russo Zvezda Zvenigorod per una stagione.
Nel 2012, dopo un'intera stagione con Arvor 29, ha vinto la Coupe de la Ligue, è diventata campionessa di Francia ed è stata votata miglior giocatrice del campionato. Ma a causa di problemi finanziari, la squadra è retrocessa e Alexandra Lacrabère ha dovuto trovare un'altra base. I club francesi, avendo per la maggior parte completato le loro squadre, Lacrabère ha optato per una soluzione all'estero, decidendo di unirsi al club russo Zvezda Zvenigorod. L'esperienza l'ha delusa sia a livello agonistico, che fuori dal campo.
Nella bassa stagione 2013, lei e la sua compagna hanno deciso quindi di tornare in Francia nel nuovo club di Mios-Biganos-Bègles, assecondando il progetto sportivo del club, anche se ha dovuto rinunciare a giocare nella Champions League. Nel 2014,entrambe hanno firmato con l'OGC Nice Côte d'Azur Handball. Dopo due anni a Nizza, Lacrabère è entrata a far parte del club macedone ŽRK Vardar Skopje, dove è rimasta fino al 2018. Durante questo anno europeo, è tornata in Francia, firmando con il club Fleury Loiret. La fine del 2018 ha visto vincere la squadra francese contro la Russia nel campionato europeo. Con questo titolo europeo, Alexandra Lacrabère si è adgiudicata quindi la medaglia d'oro sia ai mondiale che agli europei. Durante la stagione 2020/2021 è approdata non lontano dal Fleury, in Touraine a Chambray, club che si è qualificato ai playoff e ha conquistato un posto per la Coppa dei campioni.

### Nazionale
Ha debuttato nella Nazionale francese nel 2006, vincendo la medaglia di bronzo ai Campionati europei. Negli anni successivi, la nazionale francese è arrivata 5ª nel 2010 e 2014 e al 9º posto nel 2012
Durante i Mondiali del 2011, ha segnato 5 gol nei quarti di finale contro la Russia e 10 gol in semifinale contro la Danimarca. Tuttavia, durante la partita finale, tra la squadra francese e quella norvegese, non è riuscita a segnare, in una partita vinta dalla Norvegia con un punteggio di 32 a 24. La squadra ha raggiunto poi il 6º posto ai Mondiali in Serbia del 2013 e il 7º posto in Danimarca nel 2015.
Al 5º posto a Pechino 2008 e Londra 2012, Pechino 2008 dopo un infortunio agli abduttori, dopo due partite giocate ai Giochi Olimpici del 2020 a Tokyo ha dovuto rinunciare; le francesi si sono incoronate poi campionesse olimpiche.
A novembre 2021, dopo 15 anni nella nazionale francese di pallamano, 6ª giocatrice con più presenze (256 selezioni e 833 gol), Lacrabère ha annunciato il suo ritiro al livello agonistico internazionale.

## Selezione in nazionale
- 1 selezione il 12 dicembre 2006 contro la Russia al Campionato europeo 2006
- 256 selezioni e 833 gol con la nazionale francese[1]

## Palmarès

### Olimpiadi
- 2 medaglie:
  - 1 oro a Tokyo 2020
  - 1 argento a Rio de Janeiro 2016

### Campionati mondiali
- 2 medaglie:
  - 1 oro Germania 2017
  - 1 argento Brasile 2011

### Campionati europei
- 4 medaglie:
  - 1 oro a 2018
  - 1 argento a 2020
  - 1 bronzo a 2006
  - 1 bronzo a 2016

### Club
- Campione di Francia: 2012 (con Brest Bretagne Handball/Arvor 29)
- Campione della Macedonia del Nord; 2017, 2018 (con ŽRK Vardar Skopje)
- Coppa di Spagna: vincitrice nel 2009 (con Bera Bera)
- Coppa di Lega: vincitrice nel 2012 (con Brest Bretagne Handball/Arvor 29)
- Coppa di Macedonia del Nord: vincitrice nel 2017 e 2018 (con ŽRK Vardar Skopje)

### Premi individuali
- Votata migliore giocatrice e miglior terzino destro nel campionato francese nel 2011-2012[10]
- Capocannoniere del campionato francese nel 2012 (125 gol)[11] e nel 2014 (129 gol)
- Votata miglior terzino destro alle Olimpiadi del 2016[12]